# Кирхбах-ин-Штайермарк
Кирхбах-ин-Штайермарк (нем. Kirchbach in Steiermark) — ярмарочный посёлок в Австрии, ярмарочный посёлок, расположен в федеральной земле Штирия. 
Входит в состав округа Зюдостштайермарк.  Население составляет 1622 человека (на 31 декабря 2005 года). Занимает площадь 15,19 км².

## Политическая ситуация
Бургомистр коммуны — Дипль.-Инг. Йозеф Винтер (АНП) по результатам выборов 2005 года.
Совет представителей коммуны (нем. Gemeinderat) состоит из 15 мест.
- АНП занимает 8 мест.
- Партия VNLGK занимает 5 мест.
- СДПА занимает 2 места.